# 郑在日
郑在日（： Jung Jae-il，1982年5月7日—）是韩国的音乐家、歌手兼作曲家、音乐制作人。他曾为电影《寄生上流》配乐，也曾为Netflix网络剧《鱿鱼游戏》制作剧集原声带。前为Glove Entertainment旗下男艺人，现为GIGS旗下男艺人。